# Оберирзен
Оберирзен (њем. Oberirsen) општина је у њемачкој савезној држави Рајна-Палатинат. Једно је од 119 општинских средишта округа Алтенкирхен (Вестервалд). Према процјени из 2010. у општини је живјело 668 становника. Посједује регионалну шифру (AGS) 7132082.

## Географски и демографски подаци
Оберирзен се налази у савезној држави Рајна-Палатинат у округу Алтенкирхен (Вестервалд). Општина се налази на надморској висини од 235 метара. Површина општине износи 9,4 km². У самом мјесту је, према процјени из 2010. године, живјело 668 становника. Просјечна густина становништва износи 71 становника/km².